# Aéroport international de Bali Nord
 (avril 2018).
Si vous disposez d'ouvrages ou d'articles de référence ou si vous connaissez des sites web de qualité traitant du thème abordé ici, merci de compléter l'article en donnant les références utiles à sa vérifiabilité et en les liant à la section « Notes et références ».
L’aéroport international de Bali Nord, couramment abrégé en « NBIA » pour North Bali International Airport ou encore Bandara Internasional Bali Utara en indonésien, sera un aéroport balinais qui se situera à Kubutambahan dans le kabupaten de Buleleng. C’est un projet initié par la gouverneur de Bali, I Made Mangku Pastika (en), le 9 juillet 2015.
Prévu pour accueillir 32 millions de passagers, NBIA sera la deuxième plateforme aéroportuaire d’Indonésie. Construit entièrement sur la mer, le site sera divisé en deux parties : l’aérotropolis (en) et l’aéroport. Ce dernier sera composé d’un terminal principal et de trois satellites d’embarquement, et disposera de deux pistes en parallèle, un héliport et un port maritime. Le site comptera aussi une aérogare de fret et une zone d’entretien.

## Histoire et dates

### Débuts
Le ministère indonésien de la Planification du développement national inscrit dans son PPP Book 2013 (partenariat public-privé) un programme de développement d’un nouvel aéroport dans le nord de Bali sous le code projet D-001-10-004.
Ce projet consiste à désengorger l’aéroport international Ngurah Rai. La province de Bali est l’une des plus grandes attractions touristiques d’Indonésie. L’unique aéroport, situé dans le Sud, accueille en 2016 près de vingt millions de passagers. Ce chiffre est en nette augmentation chaque année et le gouvernement local considère qu’un nouvel aéroport permettra de réduire la congestion des infrastructures dans la municipalité de Denpasar et dans le district de Nusa Dua.

### 2015
Après avoir étudié plusieurs concepts, le gouverneur de Bali sélectionne un projet d’aéroport sur mer dans sa lettre de recommandation n° 553/11583/DPIK du 9 juillet 2015.
Ce projet propose de développer une « THKON aérotropolis (en) » à Kubutambahan dans la kabupaten de Buleleng. THKON vient du terme Tri Hita Karana, une nouvelle stratégie de développement d’urbanisme en conformité avec une ancienne tradition balinaise basée sur la qualité de vie.

### 2018
Le méga-projet de construction sur mer est l’apogée de nombreux débats politiques qui entraînent une prolongation des études de faisabilité. L’objet des débats est l’équité entre le Nord et le Sud de Bali. Le gouverneur demande un équilibre dans le plan de développement des deux zones.
Le 28 mars 2018, après l’émission de la lettre de recommandation N°B-1033/M.SESNEG/D-1/HK.04 du président Joko Widodo, le magazine Gatra publie le choix définitif du gouvernement central de construire l’aéroport sur la mer avec une liaison directe vers Nusa Dua par une route à péage et une future ligne ferroviaire. Ce programme de développement d’infrastructure de Bali s’inscrit dans le Plan national et régional d'aménagement du territoire (RTRW).
La cérémonie de la première pierre est annoncée par le ministre de la Coordination des affaires maritimes Luhut Binsar Pandjaitan, pour le 18 mai 2018, avec un début des travaux en août de la même année,.
Les études et les investissements du projet sont gérés par le groupe canadien Airports Kinesis Consulting et Kinesis Capital & Investment.

## Aéroport en chiffres

### Trafic
- +348 vols internationaux planifiés par jour
- +410 vols intérieurs et vers les pays de l'ASEAN planifiés par jour
- +30 destinations dans un satellite d’embarquement dédié pour les transits
- +41 nouvelles destinations

### Équipements
- +32 millions de passagers
- +50 aires de stationnement dont 31 au contact
- 1 terminal de 230 000 m2
- 1 accès à l’aéroport par un métro automatisé qui reliera la future station de train
- 1 aéroport classé ZEA (Zero Energy Airport) avec une installation géothermique en boucle fermée[4]